# Zehntkirche

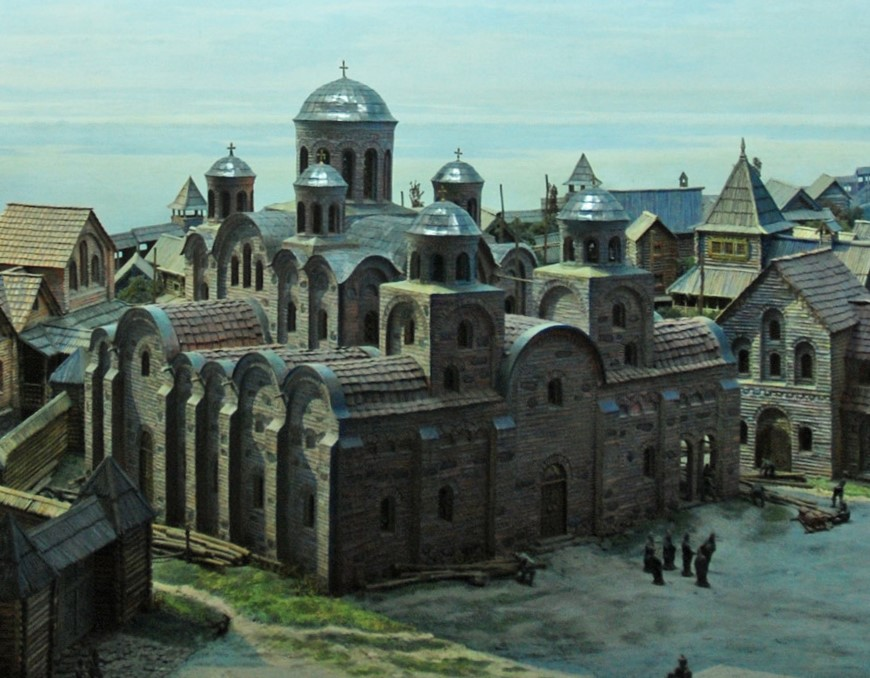
Ein Modell im Archäologischen Museum Kiew

Die Zehntkirche (ukrainisch Десятинна церква/Desjatynna zerkwa; russisch Десятинная церковь/Desjatinnaja zerkow) war die erste steinerne orthodoxe Kirche der Kiewer Rus. Sie wurde von Großfürst Wladimir I. im Detinez von Kiew in den Jahren 989 bis 996 erbaut, nach der von ihm 988 initiierten Christianisierung der Rus. Ihr eigentlicher Name war Mariä-Entschlafens-Kirche, doch im Volksmund hat sich der Name Zehntkirche durchgesetzt, weil Wladimir ein Zehnt seiner Einkünfte zum Bau und Unterhalt bereitstellte.
Die Zehntkirche wurde im byzantinischen Stil mit Einbeziehung griechischer Baumeister gebaut. Die Kirche war reich mit Marmor und zahlreichen Fresken, Ikonen, Kreuzen und Amphoren verziert. Sie beherbergte als Reliquie die sterblichen Überreste von Clemens von Rom, der in Chersones auf der Krim getötet wurde. Außerdem wurden dort die Fürstin Olga, die Gemahlin Wladimirs Anna Porphyrogenneta sowie 1015 Wladimir selbst bestattet.
In den Jahren 1169 und 1203 wurde die Zehntkirche von den Heeren der Fürsten Andrei Bogoljubski und Rurik Rostislawitsch geplündert, die Kiew in den Feudalkriegen jeweils eingenommen haben. 1230 wurde die Kirche durch ein Erdbeben ernsthaft beschädigt. Bei der Belagerung von Kiew durch die Mongolen im Jahr 1240 brach sie der Überlieferung nach unter dem Gewicht der vielen Menschen zusammen, die sie als letzte Zufluchtsstätte erklommen hatten. Möglich ist auch der Einsatz der mauerbrechenden Geräte durch die Mongolen.

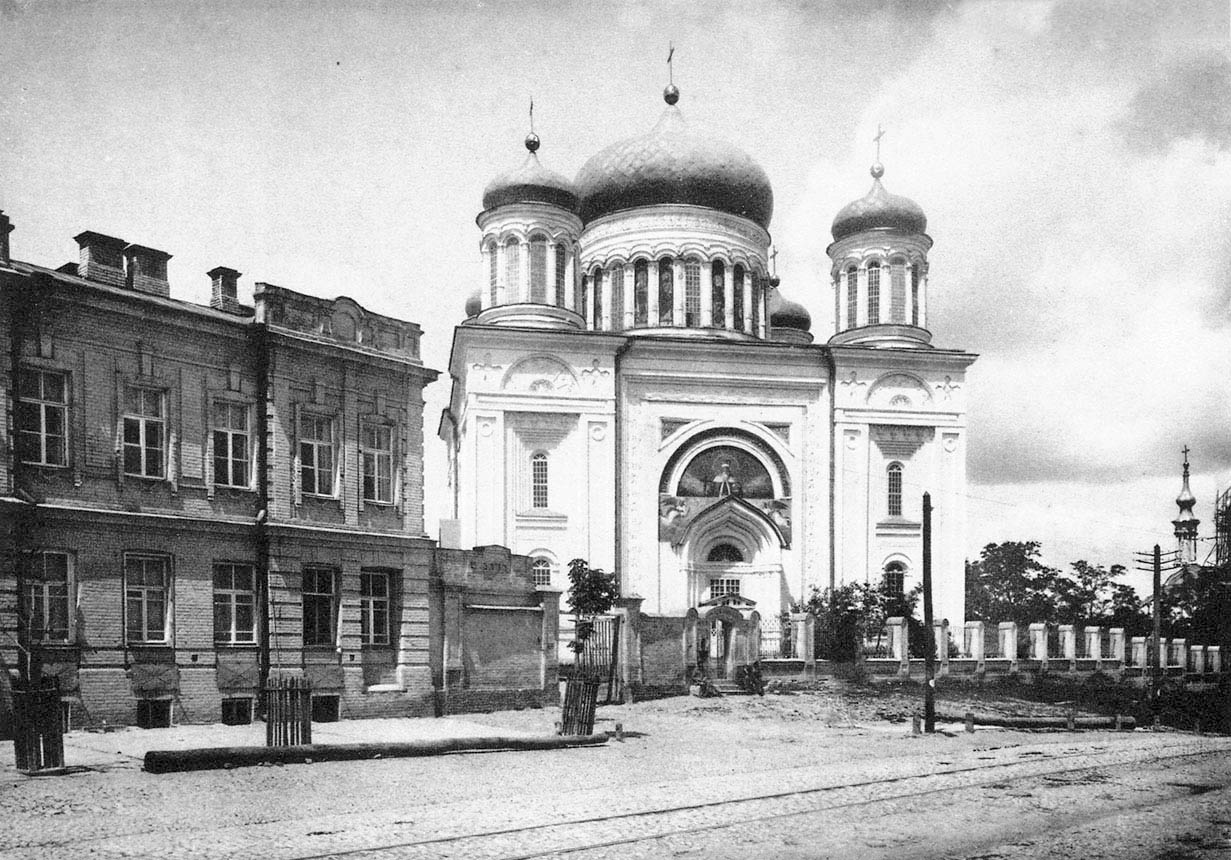
Die Zehntkirche in den Jahren 1848 bis 1928

In den Jahren 1630 bis 1828 stand auf den Fundamenten der Zehntkirche eine kleinere hölzerne Kirche, die der Metropolit Petro Mohyla erbauen ließ. Zur Zeit der Russischen Kaiserreichs wurde an ihrer Stelle eine gleichnamige Kathedrale von Wassili Stassow im russisch-byzantinischen Stil erbaut. Sie stand von 1848 bis 1928, als sie von den Bolschewiki zerstört wurde. In der späteren Sowjetzeit wurden die ursprünglichen Fundamente der Zehntkirche erforscht und konserviert.